# ذراع الدخلة (يهر)

تعديل مصدري - تعديل

ذراع الدخلة هي إحدى قرى عزلة يهر بمديرية يهر التابعة لمحافظة لحج، بلغ تعداد سكانها 135 نسمة حسب تعداد اليمن لعام 2004.